# 因迪吉爾卡河
因迪吉爾卡河又譯彥地結卡河或印地格爾卡河，是俄羅斯西伯利亞地區的河流，長1,726公里，注入東西伯利亞海。因迪吉爾卡河每年10月開始結凍，直到5至6月才會融解。 该河是由发源于哈尔坎山脉的哈斯塔赫河和塔伦－尤里亚赫河两条河流汇合而成，向东北流淌，经雅库特共和国，最后注入东西伯利亚海。左岸支流有：库伊杜松河、丘延捷河、埃利吉河、谢连尼亚赫河、乌扬季纳河等；右岸支流有：涅拉河、莫马河、巴佳里哈河等。左岸支流较多，基本上都源自切尔斯基山脉的东坡。